# Мураяма Томіїті
Томіїті Мураяма (яп. 村山富市, むらやまとみいち, мураяма томі'іті; нар. 3 березня 1924) — японський політик, 81-й прем'єр-міністр Японії, голова Соціал-демократичної партії Японії (до 1996 року Соціалістична партія Японії). Перший прем'єр-соціаліст.

## Короткі відомості
Мураяма народився в місті Ойта, префектури Ойта. Він закінчив університет Мейдай і почав політичну кар'єру як депутат міської, а потім префектурної ради Оїти.
У 1972 обраний в Палату Представників Парламенту Японії. У керівництві Соціал-демократичної партії він очолював комітет з парламентської політики.
З вересня 1993 по вересень 1996 обирався головою ЦВК Соціалістичної партії Японії, а потім Соціал-демократичної партії.
З червня 1994 по січень 1996 був прем'єр-міністром коаліційного трьохпартійного уряду Японії. Очоливши його, він здійснив в 1994 році крутий поворот в політиці своєї партії: вона визнала конституційність Сил Самооборони і погодилася з японо-американським договором безпеки.